# ريوغو كوبو
ريوغو كوبو (15 فبراير 1920 - 31 مارس 1995) هو فيزيائي رياضياتي ياباني اشتهر بأعماله في الفيزياء الإحصائية والميكانيكا الإحصائية.